# 지대섭 (1953년)
지대섭(영어: Ji Daesub, 1953년 11월 6일 ~ )는 삼성화재 대표이사, 한국화재보험협회 이사장 등을 역임한 대한민국의 기업인이다.

## 경력
- 삼성사회공헌위원회 사장
- 삼성화재 대표이사
- 삼성전자 반도체총괄 경영지원실장
- 한국화재보험협회 이사장

## 학력
- 연세대학교 경영학과 졸
- 홍익대학교 세무대학원 졸